# Château Laurens
Le château Laurens, également appelé villa Laurens, est un édifice construit à Agde à partir de 1898 par le collectionneur Emmanuel Laurens (1873-1959). C'est un édifice éclectique où se croisent des séquences Art nouveau et néo-grecques ainsi que de grands décors procédant de l'égyptomanie ou de l'orientalisme.

## Historique
Emmanuel Laurens naît dans une famille de maîtres maçons implantés à Agde depuis le XVIIIe siècle. Son père est ingénieur, son oncle architecte de la Ville d'Agde. En 1897, alors étudiant en médecine, il hérite de l'immense fortune d'un lointain cousin, le baron de Fontenay. Au décès de son père survenu la même année, il hérite de la parcelle de Belle-Isle sur laquelle il va ériger la villa, après un long voyage à travers la Russie, l'Ouzbékistan et l'Autriche, lors duquel il va amasser de nombreuses pièces d'art et d'artisanat.
Fortuné, épris de voyage, collectionneur, mélomane et ami des arts, Emmanuel Laurens fait de sa villa une sorte d’œuvre d'art totale où se conjuguent architecture, décor, mobilier et art de vivre.
Emmanuel Laurens était par ailleurs propriétaire, dès 1898, d'une fastueuse villa à Boulouris Saint-Raphaël.
La villa n'a pas livré tous ses secrets et ses artisans et artistes ne sont pas tous connus. Le peintre Eugène Dufour réalisa les décors peints du grand salon. Un dessin monumental de Louis Anquetin constituait le plafond du bureau d'Emmanuel Laurens. La salle de bains est équipée d'une baignoire-piscine décorée de faïences des ateliers de Sarreguemines, due à Eugène Martial Simas. Les vitraux des petits appartements sont signés Eugène Simas et Théophile-Hippolyte Laumonnerie.
Emmanuel Laurens commanda une partie de son mobilier à Léon Cauvy et Paul Arnavielhe, ébéniste à Montpellier. Une partie de ce mobilier, racheté par la Ville d'Agde, est exposé au musée agathois Jules-Baudou dans l'attente de sa réinstallation dans la villa. Du mobilier Carlo Bugatti est par ailleurs attesté à la villa.
Après des décennies fastueuses, Emmanuel Laurens ne peut plus assumer la charge de la villa et la vend en viager en 1938. Pendant la Seconde Guerre mondiale, elle est occupée par des militaires allemands qui vont laisser un ensemble de pochades peintes sur les murs d'une grande pièce, évoquant la vie de garnison. Louise Blot, qu'Emmanuel Laurens a épousée en 1921, meurt en 1954. Lui-même décède en 1959. Laissée à elle même, la villa tombe à l'abandon et se dégrade peu à peu.

### Rénovation et ouverture au public
En 1994 la Ville d'Agde la rachète avec le projet de la rénover. Elle fait l'objet d'importants travaux de restauration, conduits par la communauté d'agglomérations Hérault Méditerranée (CAHM), dans l'objectif d'une ouverture du monument au public en 2020. Les travaux, exécutés sous la maîtrise d’œuvre de « RL & Associés » (architectes du patrimoine), sont estimés à 10 850 000 €. L'ouverture au public a finalement lieu le 23 juin 2023 après 16 ans de travaux pour un coût total de 15 000 000 €.
Bien qu'encore peu connue du grand public, la villa Laurens est un jalon majeur de l'histoire de l'architecture et des arts décoratifs au tournant du siècle dans le Sud de la France.
Dans le cadre de la restauration du salon de musique, dont les toiles murales n'ont pu être reposées, l’État a passé commande en 2015 à Wilfried Mille et Ida Tursic d'un décor monumental pérenne (Blow-Up). 
Dans son ouvrage Les demeures invisibles, le photographe Sylvain Héraud, explorant « la poésie des lieux inhabités et hantés par le temps » consacre une série de clichés à la villa Laurens.

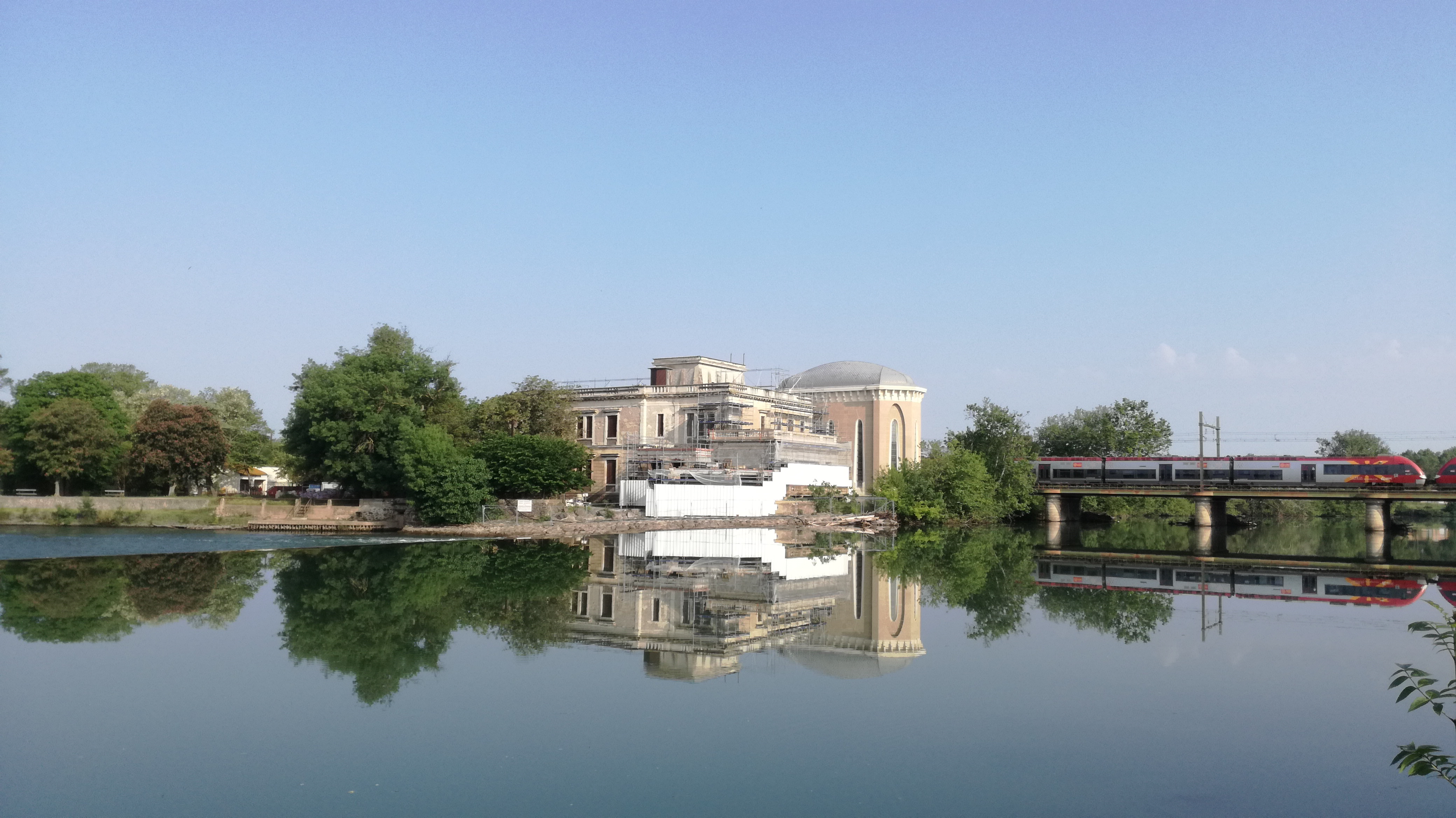
La villa Laurens en travaux (2018), vue depuis la rive gauche de l'Hérault.
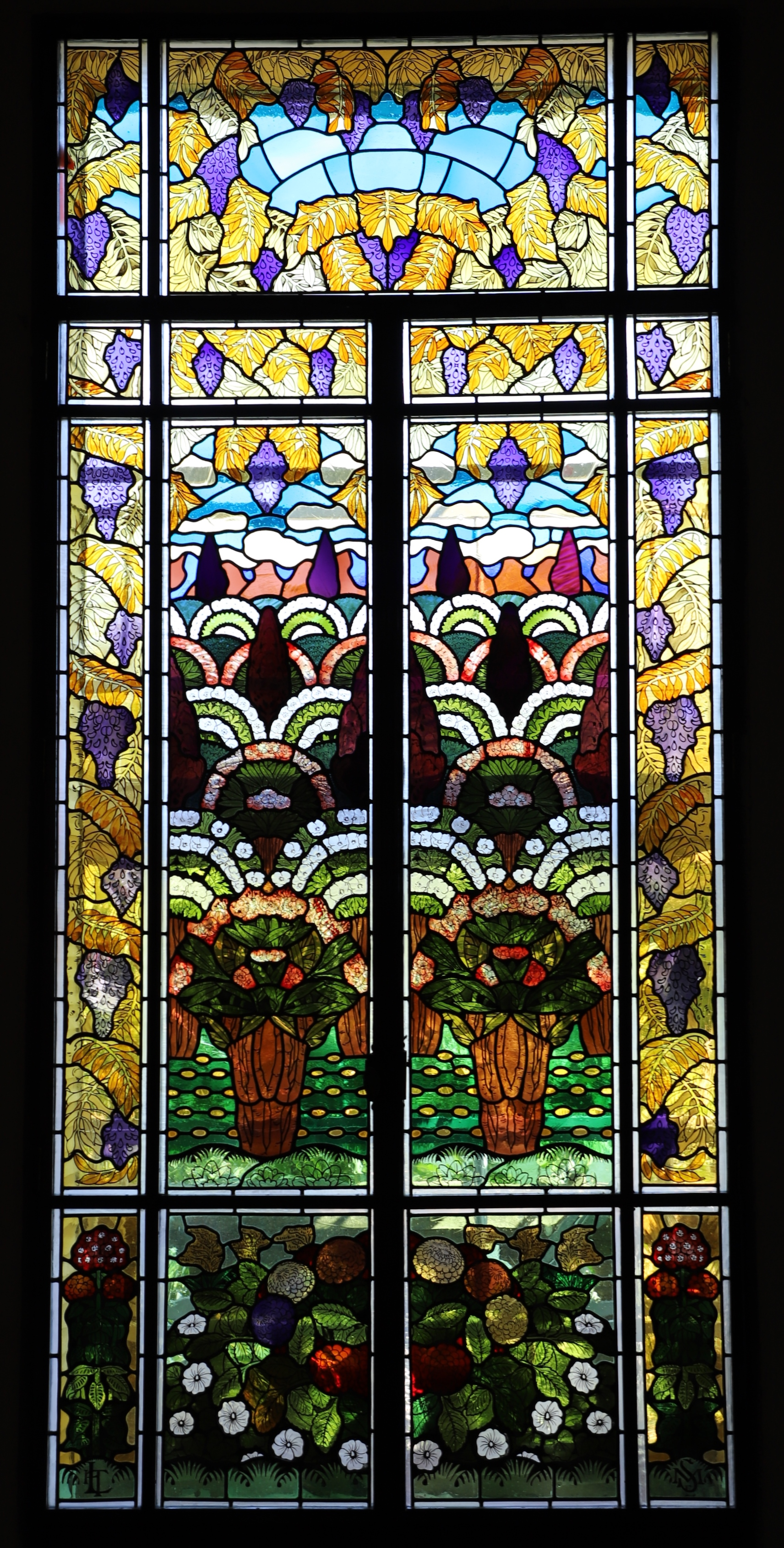
Vitrail du petit bureau, par Eugène Martial Simas et Théophile Laumonnerie.
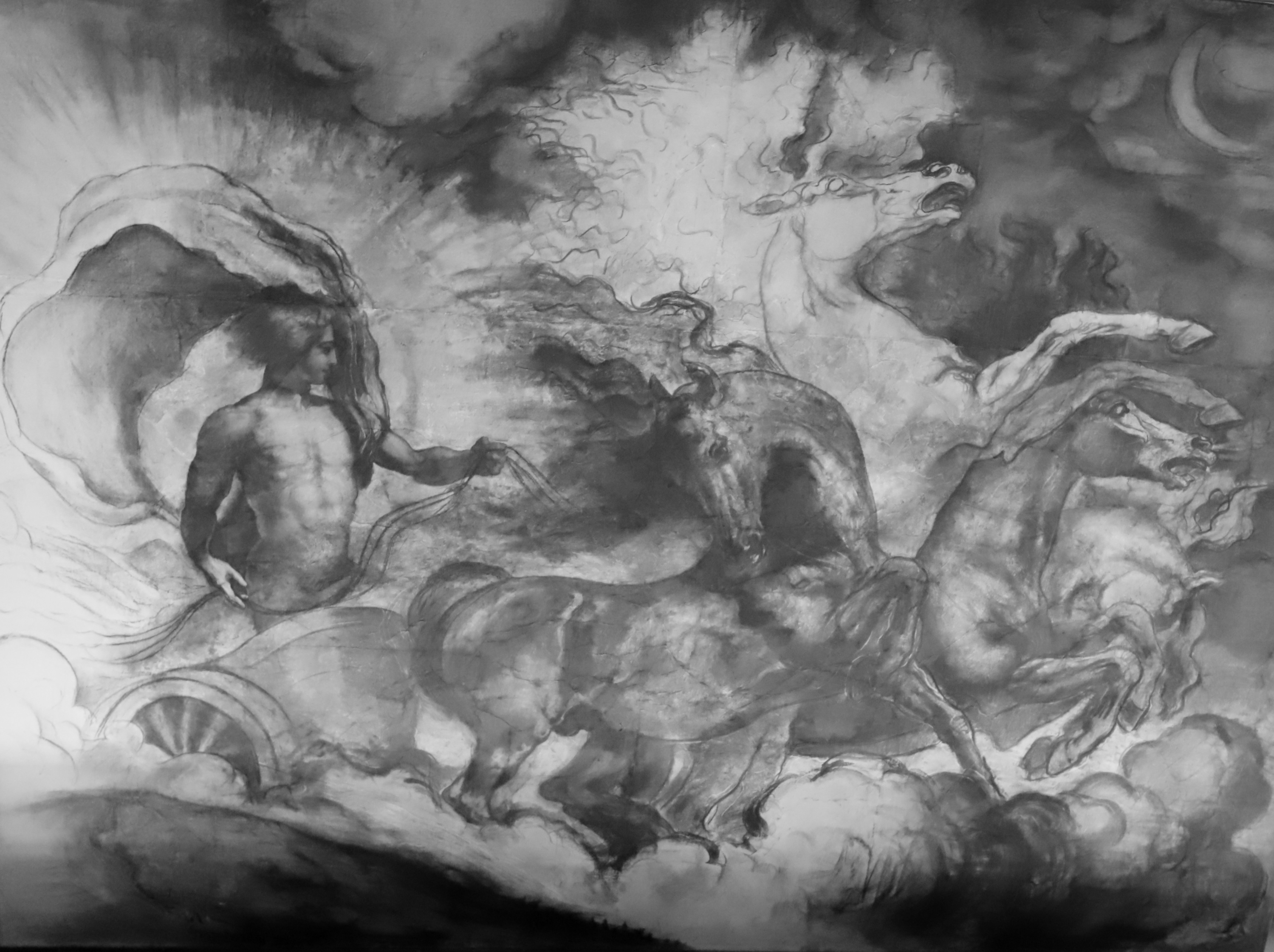
Le char d'Apollon par Louis Anquetin (1861-1932), inséré dans le plafond du petit bureau.

## Protection
L'ensemble de la villa avec son décor, y compris les constructions et aménagements du jardin (à l'exception de la partie ouest au-delà de la haie de thuyas, transformée en verger d'amandiers), incluant également les bassins, orangerie et pavillon de la turbine hydroélectrique avec son dispositif technique, fait l’objet d’un classement au titre des monuments historiques depuis le 12 avril 1996.
Si l’architecture de la villa n’a pas connu de modifications fondamentales depuis sa création, il en va différemment du mobilier et des éléments de décors portés (tentures, etc.) qui ont été dispersés, mais sont partiellement réapparus dans des ventes publiques.
Dès 1994, puis en 1997, la Ville d'Agde a racheté un ensemble de meubles créés pour la villa et commandés par Laurens en 1898 : une banquette d’angle, un bureau, deux armoires, un fauteuil et quatre chaises au décor de cuir pyrogravé, réalisé par Léon Cauvy. L'ensemble de ce mobilier est classé au titre des monuments historiques, exposé au musée agathois Jules-Baudou jusqu'à l'ouverture du château Laurens au public en 2023. Les mobiliers ont alors retrouvé leur place au sein de leur demeure. 